# Hans-Joachim Rauch (Mediziner)
Hans-Joachim Rauch (* 12. Juni 1909 in Wiesbaden; † 1. Februar 1997 in Heidelberg) war ein deutscher Psychiater, Neurologe und Hochschullehrer, der an der NS-Euthanasieforschung beteiligt war.

## Leben
Hans-Joachim Rauch war der Sohn des Hofrates und Theaterdirektors Hermann Rauch (1869–1954) und dessen Ehefrau Alice, geborene Blümner (1870–1926). Seine Schullaufbahn schloss er in Wiesbaden mit dem Abitur ab und studierte ab dem Sommersemester 1927 Medizin an den Universitäten Heidelberg, Göttingen, Wien und Prag. Im Juli 1933 legte er in Heidelberg das erste medizinische Staatsexamen ab. Er promovierte im Herbst 1933 mit der Dissertation „Zwei Fälle von Holzsplitterverletzung der Orbita mit Zurückbleiben eines Fremdkörpers“ in Heidelberg zum Dr. med. Anfang November 1933 wurde er approbiert und absolvierte anschließend bis Oktober 1934 sein Medizinalpraktikum im Saarland. Anfang November 1934 wurde er Volontärassistent an der Psychiatrischen Universitätsklinik Heidelberg, wo er zunächst als Neuropathologe tätig war. Nach einer knapp dreijährigen Dienstzeit als aktiver Sanitätsoffizier kehrte er Anfang März 1938 nach Heidelberg zurück, wo er zunächst als außerordentlicher Assistent beziehungsweise ab März 1941 als wissenschaftlicher Assistent an der Psychiatrischen Universitätsklinik Heidelberg tätig war.
Rauch war kein Mitglied der NSDAP, gehörte jedoch der NSV an. Ab dem Beginn des Zweiten Weltkrieges leistete er bis Januar 1942 Kriegsdienst als Truppenarzt. Im April 1942 war er für einige Wochen im Kaiser-Wilhelm-Institut für Hirnforschung zur Erforschung der „Pathologie am Idioten“ tätig. Rauch war in Heidelberg unter dem Psychiater Carl Schneider an der NS-Euthanasieforschung an Kindern beteiligt. Von Anfang Juli 1942 bis Ende März 1943 war er in eine durch Schneider geleitete Forschungsabteilung in der Heil- und Pflegeanstalt Wiesloch abgeordnet; diese Tätigkeit wurde mit 150 RM vergütet. Rauch sezierte für Schneiders Forschungsprogramm die Gehirne von Kindern, die in der Landes-Heil- und Pflegeanstalt Eichberg ermordet worden waren.
Von April 1943 bis zum Kriegsende im Mai 1945 war er bei der Heeressanitätsstaffel in Heidelberg eingesetzt und wurde in diesem Zeitraum im Rang eines Stabsarztes zur Psychiatrischen Universitätsklinik abkommandiert. Nachdem er Mitte Februar 1944 seine Anerkennung als Facharzt für Psychiatrie und Neurologie erhalten hatte, habilitierte er sich Ende Februar 1944 in Heidelberg bei Schneider mit der Schrift: „Die Ausbreitungsart der Gliome und ihr Einfluß auf den Gewebsaufbau“. Danach war er in Heidelberg ab Oktober 1944 als Privatdozent tätig. Sein Forschungsschwerpunkt verlagerte sich später von der Neuropathologie zur Forensik.
Noch vor dem Ende des Zweiten Weltkrieges folgte Rauch Schneider im März 1945 kommissarisch als Leiter der Heidelberger Universitätsnervenklinik nach und verblieb in dieser Funktion bis November 1945. Ab Ende August 1949 war er Oberarzt und ab Mitte Januar 1950 außerplanmäßiger Professor für forensische Psychiatrie in Heidelberg. Er wurde zum ärztlichen Direktor befördert und leitete ab 1963 die Abteilung für forensische Psychiatrie an der Psychiatrischen Universitätsklinik Heidelberg. Im August 1973 wurde er zum wissenschaftlichen Rat und Professor ernannt. Rauch wurde als vielbeschäftigter Gerichtsgutachter zu spektakulären Gerichtsprozessen in der Bundesrepublik hinzugezogen. Auch nach seiner Emeritierung 1977 wurde Rauch noch als Mitarbeiter der Heidelberger Universitätsklinik geführt. Im Verfahren gegen das frühere RAF-Mitglied Peter-Jürgen Boock lehnte die Verteidigung Rauch 1983 unter Hinweis auf seine Rolle in der NS-Euthanasie als Gutachter erfolgreich ab; Rauch war daraufhin als sachverständiger Zeuge am Verfahren beteiligt.
1983 nahm die Staatsanwaltschaft Heidelberg ein Ermittlungsverfahren gegen Rauch sowie seine damaligen Arztkollegen Carl Friedrich Wendt und Friedrich Schmieder wegen der Beteiligung an Schneiders Euthanasieforschung auf. Das Ermittlungsverfahren wurde am 16. Mai 1986 durch die Staatsanwaltschaft Heidelberg eingestellt, da gegen die Beschuldigten „kein ausreichender Verdacht“ bestehe, „an der Tötung auch nur eines Patienten beteiligt gewesen zu sein oder vom geplanten Schicksal der untersuchten Patienten gewußt zu haben“. Nach Zeugenaussagen war unter Heidelberger Ärzten und Pflegern bekannt, dass auf dem Eichberg Patienten getötet wurden. Die Staatsanwaltschaft hielt dies nicht für gesichertes Wissen, sondern für Gerüchte. Willi Dreßen, der Leiter der Ludwigsburger Zentralstelle, hielt es 2000 für „[s]chwer verständlich, daß unter diesen Umständen den drei Ärzten entgangen sein soll, worum es bei ihrer Arbeit in der Forschungsabteilung ging“, und für völlig unglaubwürdig, dass die Beschuldigten nichts von den nationalsozialistischen Krankenmorden gehört haben sollen.